# 街 (Gulliver Getの曲)
街（まち）は2007年9月19日に発売されたGulliver Getの2枚目のシングル。

## 概要
- 当時の事であるが、カップリングの「僕のすべて」のスペシャルサンクスに大阪府にある「島本町立第四保育園あさがお組のみんな」と記載されている。

## 収録曲
1. 街
作詞：アヤヲ　作曲：阪口裕一
2. Kiss Kiss Kiss
作詞：アヤヲ　作曲：山田洋一
3. 僕のすべて
作詞：アヤヲ　作曲：山本隆